# رافعة برجية
الرافعة البرجية هي نوع من الرافعات الرهوية تُستخدم عادةً في مواقع البناء، خاصةً في بناء الأبراج العالية وناطحات السحاب. تتميز بقدرتها على رفع الأحمال الثقيلة إلى ارتفاعات شاهقة مع مدى أفقي واسع.

## المكونات الأساسية
تتكون الرافعة البرجية عادةً من:
- القاعدة (Base): وهي مثبتة على قاعدة خرسانية لضمان الثبات.
- البرج (Mast): العمود الرأسي الذي يمنح الرافعة ارتفاعها.
- وحدة الدوران (Slewing Unit): تتيح للرافعة الدوران حول محورها.
- الذراع الأفقي (Jib): يمتد لنقل الأحمال أفقياً.
- الذراع المعاكس (Counter Jib): يحمل الأوزان الموازنة والمعدات.
- المقصورة (Cab): مكان جلوس المشغل للتحكم في الرافعة.
- الخطاف (Hook): المستخدم في رفع وتحريك الأحمال.

## طريقة العمل
تُستخدم الرافعات البرجية لرفع مواد البناء كالفولاذ والخرسانة وغيرها. يتم التحكم بها إما من المقصورة أو عن بُعد باستخدام أجهزة تحكم لاسلكية، وتعتمد على محركات كهربائية وكابلات لرفع الأحمال.

## السلامة
تُزود الرافعات البرجية بأنظمة أمان مثل:
- أجهزة استشعار للوزن الزائد.
- أنظمة مضادة للتصادم.
- تحكم إلكتروني متقدم.
- أنظمة إيقاف طارئ.

## أشهر الرافعات البرجية
- رافعة Kroll K-10000: الأكبر عالميًا، صنعت في الدنمارك، وتستطيع رفع حتى 120 طنًا على مسافة 82 مترًا.

## استخدامات أخرى
بالإضافة إلى البناء، تُستخدم الرافعات البرجية في مشاريع الجسور، ومحطات الطاقة، وأعمال الموانئ.